# Nelson Chabay
Nelson Pedro Chabay Artola (Montevideo, 29 de junio de 1940 - Buenos Aires, 2 de noviembre de 2018) fue un futbolista y entrenador uruguayo. Fue una leyenda en Racing Club, donde integró el histórico equipo dirigido por Juan José Pizzuti que se consagró campeón de la Primera División en 1966, y de la Copa Libertadores y la Copa Intercontinental en 1967.
En su paso por Huracán, participó en 29 partidos en el Campeonato Nacional y en 28 en el Torneo Metropolitano, en el que  se consagró campeón en 1973, con uno de los equipos históricos de Argentina. También fue entrenador en la misma institución en dos oportunidades, la primera en 1977 y la segunda entre 1995 y 1997.
En 1988 y en 1992 logró el ascenso a Primera División dirigiendo a San Martín de Tucumán. En la primera ocasión ascendió directamente desde la tercera división, sin pasar por la segunda, en un hecho histórico del fútbol argentino.

## Clubes

### Como jugador
| Equipo               | País      | Año       |
| -------------------- | --------- | --------- |
| Racing de Montevideo | Uruguay   | 1964-1965 |
| Racing Club          | Argentina | 1966-1971 |
| Huracán              | Argentina | 1972-1975 |

### Como técnico
| Equipo                | País      | Año       |
| --------------------- | --------- | --------- |
| Huracán               | Argentina | 1977      |
| San Martín de Tucumán | Argentina | 1986-1989 |
| Racing Club           | Argentina | 1990-1992 |
| Deportivo Mandiyú     | Argentina | 1993      |
| Colón                 | Argentina | 1994-1995 |
| Huracán               | Argentina | 1995-1997 |
| Unión (SF)            | Argentina | 1997-1998 |

## Selección nacional
Nelson Chabay disputó cuatro partidos con la selección de Uruguay:
14 de mayo de 1964: Austria 0-2 Uruguay
6 de junio de 1965: Perú 0-1 Uruguay
13 de junio de 1965: Uruguay 2-1 Perú
15 de mayo de 1966: Paraguay 2-2 Uruguay

## Palmarés

### Como jugador

#### Campeonatos nacionales
| Título           | Equipo      | País      | Año  |
| ---------------- | ----------- | --------- | ---- |
| Primera División | Racing Club | Argentina | 1966 |
| Primera División | Huracán     | Argentina | 1973 |

#### Campeonatos internacionales
| Título                | Equipo      | Sede       | Año  |
| --------------------- | ----------- | ---------- | ---- |
| Copa Libertadores     | Racing Club | Santiago   | 1967 |
| Copa Intercontinental | Racing Club | Montevideo | 1967 |